# Almada (freguesia)
Almada era una freguesia portuguesa del municipio de Almada, distrito de Setúbal.

## Historia
Fue suprimida el 28 de enero  de 2013, en aplicación de una resolución de la Asamblea de la República portuguesa promulgada el 16 de enero de 2013 al unirse con las freguesias de Cacilhas, Cova da Piedade y Pragal, formando la nueva freguesia de Almada, Cova da Piedade, Pragal e Cacilhas.

## Patrimonio
En esta freguesia se concentra buena parte del patrimonio histórico-artístico de la ciudad, pudiendo destacarse el castillo medieval con su jardín, la iglesia de Santiago (siglo XVIII), y la iglesia del Convento de San Pablo (segunda mitad del siglo XVI), con importantes paneles de azulejos del siglo XVIII. Merece reseñarse también la Casa da Cerca, antiguo edificio señorial en el que se encuentra instalado actualmente un centro de arte contemporáneo, con especial atención al diseño, y un jardín botánico.